# Threticus
Threticus is een muggengeslacht uit de familie van de motmuggen (Psychodidae).

## Soorten
- T. arvernicus Vaillant, 1972
- T. balkaneoalpinus Krek, 1971
- T. bicolor (Banks, 1894)
- T. incurvus Krek, 1972
- T. lucifugus (Walker, 1856)
- T. negrobovi Vaillant, 1972
- T. optabilis Krek, 1971
- T. pyrenaicus Vaillant, 1972
- T. silvaticus Jezek, 1985
- T. tridactila (Kincaid, 1899)